# Västra Borgskär
Västra Borgskär med Borgskärs revet är en ö i Åland (Finland). Den ligger i Skärgårdshavet och i kommunen Kumlinge i landskapet Åland, i den sydvästra delen av landet. Ön ligger omkring 48 kilometer nordöst om Mariehamn och omkring 240 kilometer väster om Helsingfors.
Öns area är 16,9 hektar och dess största längd är 0,8 kilometer i nord-sydlig riktning.

## Delöar och uddar
- Västra Borgskär 60°20′14″N 20°40′22″Ö / 60.33731°N 20.67275°Ö
- Borgskärs revet 60°20′00″N 20°40′20″Ö / 60.33347°N 20.6721°Ö